# Ilusión de Hering

La ilusión de Hering, descubierta por el fisiólogo alemán Ewald Hering en 1861, es una ilusión óptica en la que las dos rectas paralelas parecen curvarse alrededor del centro del haz radiado.